# 両羽協和
両羽協和株式会社（りょううきょうわ）は、山形県山形市に本社置く、保険代理業を主たる業務とする企業。

## 沿革
- 1956年8月 設立
- 1957年8月 損保代理店（初級）認定
- 1983年3月 上級代理店認定 庄内出張所開設（89年11月 支店昇格）現庄内営業所
- 1987年11月 特級代理店認定
- 1992年12月 米沢営業所開設
- 1994年10月 本社社屋移転新築（現在地）

## 事業所所在地
庄内営業所
- 鶴岡市千石町9-22

酒田事務所
- 酒田市みずほ2-20-6 山銀みずほビル

米沢営業所
- 米沢市金池6-5-19